# پرت اند ویتنی جی۵۲
پرت اند ویتنی جی۵۲ (به انگلیسی: Pratt & Whitney J52) یک موتور هواگرد ساختِ کارخانهٔ پرت اند ویتنی در کشور ایالات متحده آمریکا است . 